# Isidore Opsomer
Le baron Isidore Opsomer (ou Isidoor Opsomer avec l'orthographe flamande), né à Lierre le 19 février 1878 et mort à Anvers le 31 mai 1967, est un peintre belge, également graveur et lithographe.
Opsomer est un peintre réaliste et postimpressionniste ayant comme sujets de prédilection le portrait, les vues urbaines, les paysages et les natures mortes.

## Biographie
Isidore Edmond Henri Opsomer est le fils de Gustave Opsomer, buffetier, et de Josepha Renoir. Il est âgé de trois ans quand son père, originaire du pays de Waas, meurt en 1881. Sa mère et sa grand-mère s'occupent de l'éducation des quatre enfants. Ainsi, il passe une grande partie de son enfance dans la maison de sa grand-mère située sur la Grand-Place de Lierre. Le 15 décembre 1900, il épouse Carolina Moors à Lierre.
Au lycée, il se découvre un talent de dessinateur. Il étudie à l'Académie de Lierre puis à l'Académie des Beaux-Arts d'Anvers où il a comme professeurs les peintres Albrecht De Vriendt (1843-1900) et Julien De Vriendt (1842-1935). À dix-huit ans, il reçoit le prix Nicaise de Keyser. En 1901, il concourt pour le Prix de Rome belge pour lequel il présente une composition pleine de fougue : Le Christ prêchant à Lierre. Il obtient avec la peinture Adam et Ève chassés du Paradis terrestre le prix Godecharle en 1903. Il part alors pour Rome pour y étudier l'art et séjourne ensuite en Autriche, Allemagne, France et Espagne pour parfaire sa formation. En 1905, il est nommé professeur à l'Académie royale des Beaux-Arts d'Anvers. Il demeure toutefois à sa ville natale de Lierre où il réside pendant 40 ans.
Ancré dans la réalité poétique de sa ville de Lierre, il peint les quais de la Nèthe, la vieille porte de la ville, l'église du béguinage, etc.
Pendant la Première Guerre mondiale, la Belgique étant occupée par l'armée allemande, il s'expatrie à Londres en août 1914 puis, voulant renouer avec les paysages des plats pays, passe en Hollande. Il rencontre à La Haye le peintre expressionniste George Hendrik Breitner qui aura une grande influence sur son art, le libérant des contraintes de l'académisme.
Au lendemain de la Première Guerre mondiale, il déplace son atelier à Anvers. En 1920, il est nommé chef de la section de peinture de figures à l'Institut supérieur des Beaux-Arts d'Anvers et devient directeur de cet institut de 1926 à 1949. Il est également directeur de l'Académie royale des Beaux-Arts d'Anvers de 1936 à 1949. Il a notamment comme élève le peintre Eudore Misonne. En 1949, il est admis à la retraite de l'Institut supérieur des Beaux-Arts d'Anvers et de l'Académie des Beaux-Arts d'Anvers.
Il était également membre de l'Académie royale des sciences, des lettres et des beaux-arts de Belgique depuis 1935 et en devient directeur et président en 1962.
Il a signé de nombreuses marines, natures mortes et paysages de Flandre et d'Espagne. À partir de 1927, il se fait connaître comme un des meilleurs portraitistes belges du XXe siècle, cherchant la vérité intrinsèque dans les sujets qu'il peint. C'est ainsi qu'il devient le portraitiste officiel d'hommes politiques et de personnalités telles Jules Destrée, le roi Albert Ier, Paul-Émile Janson, Camille Huysmans et Félix Timmermans. Il dédicace son autoportrait à son ami Gustave Vanzype.
En 1946, ses œuvres font partie de la partie belge d'une exposition d'art moderne à Paris et, en 1950, à New-York de peintures belges faisant partie des collections privées aux États-Unis.
On trouve ses œuvres dans de nombreux musées en Belgique (notamment au Stadsmuseum de Lierre) et à l'étranger (Paris, Amsterdam, Rotterdam, Londres, Madrid, Florence, Washington, Ottawa, Le Caire, etc.).

Camille Huysmans par Isidore Opsomer.

À la suite de son décès le 31 mai 1967 à Anvers, ses funérailles sont célébrées à l'église Saint-Joseph d'Anvers et il est inhumé au cimetière du Schoonsehof d'Anvers.

## Sélection d'œuvres
- Le Christ prêchant à Lierre, Musée royal des Beaux-Arts d'Anvers, 1900.
- Adam et Ève chassés du Paradis terrestre, 1901.
- Vue de Ville, eau forte couleur, Musée Gaspar, Collection de l'Institut Archéologique du Luxembourg à Arlon[7].
- L'église du Béguinage, Musée des Beaux-Arts du Canada, Ottawa.
- La Nèthe à Lierre, Musée des Beaux-Arts du Canada, Ottawa.
- La femme au miroir, 1914.
- Paysan hollandais, 1916.
- Paysage - bord de canal en Hollande, Musée d'art moderne et contemporain de Strasbourg.
- Lierre et sa tour, 1919.
- L'hiver à Lierre, 1919.
- Lierre au XVIIe siècle, 1919.
- Verts en Hollande, 1920.
- Église à Katwyck, 1920.
- Portrait du roi Albert, 1927.
- Nature morte aux oeufs, Centre Pompidou de Paris, 1927.
- Portrait de Franz Van Cauwelaert, Chambre des représentants, 1947.
- Portrait de Paul Struye, Sénat belge, 1951.

## Hommages et distinctions
En février 1940, il est anobli par le roi Léopold III de Belgique, avec le titre de baron. Il choisit pour devise « Maar zomeren zal 't ».
En 1957, le Palais des Beaux-Arts de Bruxelles organise une rétrospective de ses œuvres.
On trouve une « Isidoor Opsomerstraat » (rue Isidore Opsomer) à Renaix et à Anvers et une « Isidoor Opsomerlaan » (avenue Isidore Opsomer) à Torhout.
En juin 1958, une plaque commémorative rehaussée d'un médaillon, œuvre du sculpteur Mark Macken, a été apposée sur la façade de la maison de sa grand-mère située sur la Grand-Place de Lierre où il a passé une grande partie de son enfance.
Il a reçu la distinction suivante du roi Baudouin en 1957 :  Grand-croix de l'ordre de la Couronne.